# Kuninkaankartanonsaari
Kuninkaankartanonsaari (en français : Île du manoir royal) est une île de l'embouchure du Vantaanjoki située dans le quartier Vanhakaupunki à Helsinki en Finlande.

## Géographie
Les rapides Vanhankaupunginkoski font 200 mètres de long et leur dénivelé est de 6 mètres. 
Les rapides descendent vers la baie Vanhankaupunginlahti en deux bras, entre lesquels se trouve l'île Kuninkaankartanonsaari.
L'ile Kuninkaankartanonsaari abrite le Musée de la technologie.
L'île est traversée par la Viikintie.

## Galerie

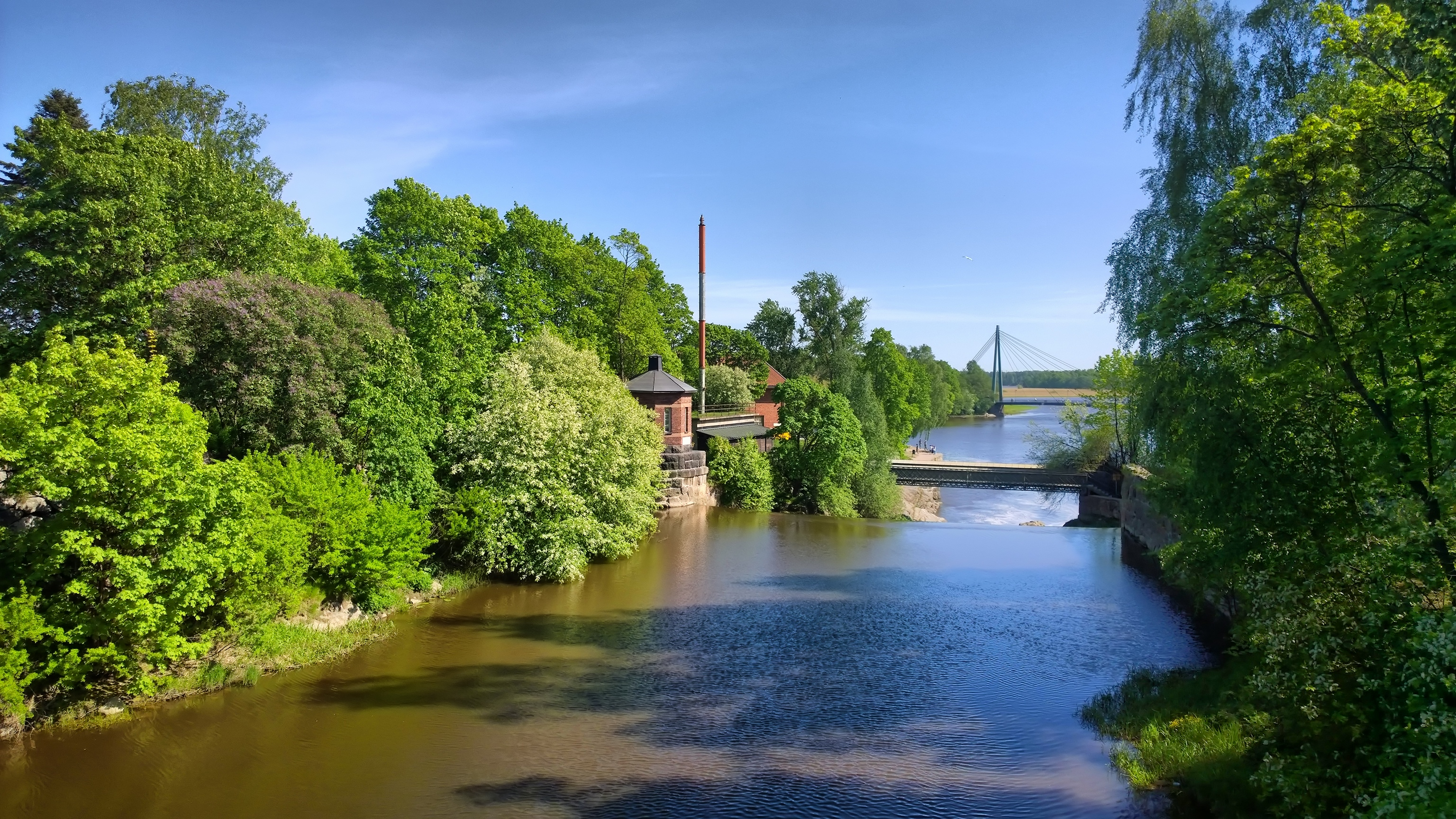
Vanhankaupunginkoski vus du pont de la Viikintie.
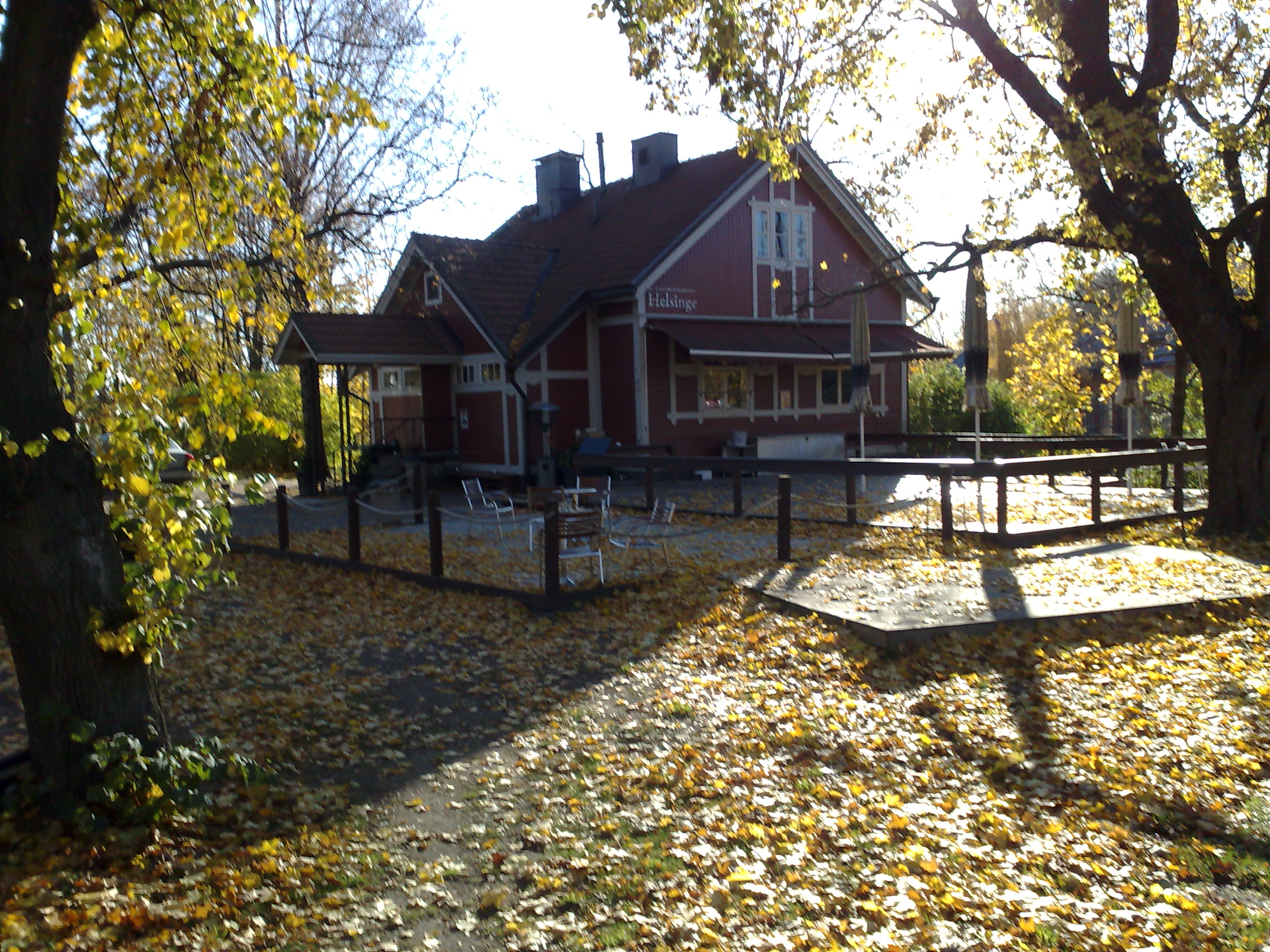
Restaurant Helsinge.
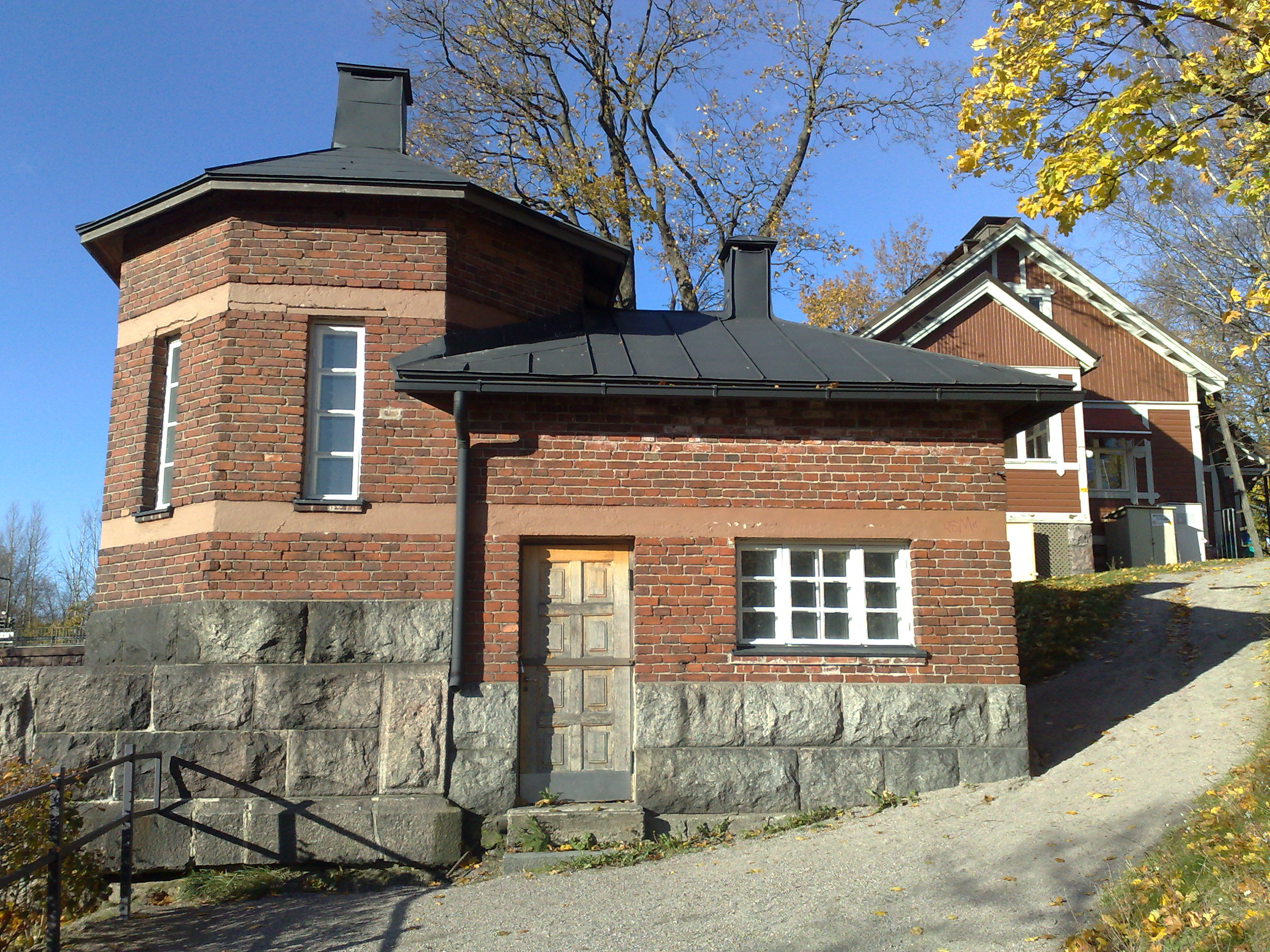
Musée de la technologie.
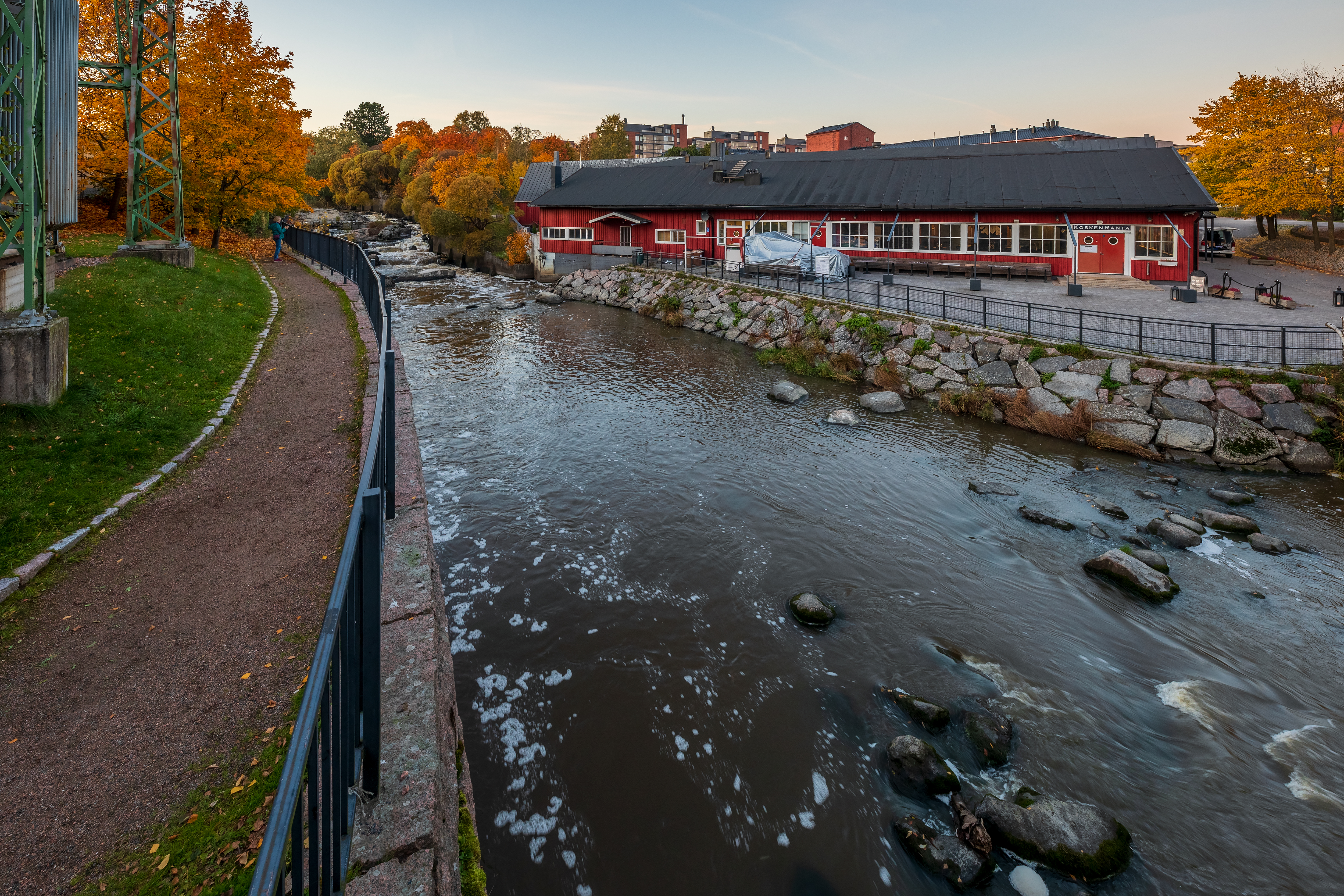
Le pont Lukkosilta au sud est de l'ile.